# Équipe de Belgique de football en 1980
Maillots
Chronologie
Saison précédente Saison suivante
L'équipe de Belgique de football participe en 1980 à sa deuxième phase finale d'un Championnat d'Europe dont cette édition se tient en Italie entre le 11 et le 22 juin et compte pour la première fois huit participants répartis en deux poules de demi-finale, dispute auparavant quatre rencontres amicales de préparation et commence les éliminatoires de la Coupe du monde en Espagne.

## Objectifs
Qualifiés pour le Championnat d'Europe, l'objectif des Belges et de réitérer leur performance de l'édition 1972 où ils ont décroché la 3e place et le privilège d'organiser la phase finale. Les Diables Rouges espèrent ensuite bien commencer les éliminatoires de la Coupe du monde 1982 afin de se qualifier pour le tournoi final et gommer l'échec de l'édition 1970 ainsi que leur absence aux éditions de 1974 et de 1978.

## Résumé de la saison
Dotée d'une nouvelle « génération dorée », avec le gardien de but Jean-Marie Pfaff, les défenseurs Eric Gerets et Walter Meeuws ou encore l'attaquant Jan Ceulemans, la Belgique termine en tête de son groupe des éliminatoires pour l'Euro 1980 sans connaître la défaite. Pour la première fois, la phase finale oppose huit équipes, réparties en deux groupes de quatre. Les Belges héritent d'un groupe très relevé avec le pays hôte, l'Italie, ainsi que l'Espagne et l'Angleterre. Après un partage contre les Anglais et une victoire sur les Espagnols, les Diables Rouges conservent le nul (0-0) face à l'Italie lors du match décisif et se qualifient pour la finale du tournoi. Les troupes du sélectionneur Guy Thys s'inclinent (2-1) contre la RFA, le second but d'Horst Hrubesch tombant à deux minutes de la fin du match. Jan Ceulemans apparaît à son tour dans l'équipe-type du tournoi publiée par l'UEFA.
Cette finale est encore aujourd'hui la meilleure performance de la Belgique lors d'un championnat d'Europe. Cette première historique marque le début d'un « âge d'or » pour l'équipe nationale belge qui obtient un nouveau statut dans le football européen.

## Bilan de l'année
Les Diables Rouges ne semblaient destinés qu'à faire de la figuration à l'Europeo italien mais après un premier tour qui étonne et séduit le monde où la rigueur tactique a été de mise contre l'Angleterre (1-1), la spontanéité et le génie ont prévalu contre l'Espagne et le réalisme implacable a présidé contre l'Italie, la Belgique atteint sa seconde finale majeure depuis les Jeux olympiques de 1920 et fait mieux que se défendre face à l'Allemagne de l'Ouest, même si elle doit finalement s'incliner devant la Mannschaft (1-2). Un excellent départ dans les éliminatoires de la Coupe du monde 1982, avec deux victoires (1-0 contre les Pays-Bas et 2-0 à Chypre) et un partage en Irlande (1-1) face à un concurrent direct, achève de dresser un bilan plus que positif pour les Belges.

### Championnat d'Europe 1980

#### Phase de groupes (Groupe 2)
| Groupe 2 |            |     |   |   |   |   |    |    |      |
|          | Équipe     | Pts | J | G | N | P | BP | BC | Diff |
| 1        | Belgique   | 4   | 3 | 1 | 2 | 0 | 3  | 2  | +1   |
| 2        | Italie     | 4   | 3 | 1 | 2 | 0 | 1  | 0  | +1   |
| 3        | Angleterre | 3   | 3 | 1 | 1 | 1 | 3  | 3  | +0   |
| 4        | Espagne    | 1   | 3 | 0 | 1 | 2 | 2  | 4  | -2   |

| 12 juin | Belgique   | 1 | 1 | Angleterre |
| 12 juin | Espagne    | 0 | 0 | Italie     |
| 15 juin | Belgique   | 2 | 1 | Espagne    |
| 15 juin | Angleterre | 0 | 1 | Italie     |
| 18 juin | Espagne    | 1 | 2 | Angleterre |
| 18 juin | Italie     | 0 | 0 | Belgique   |

#### Finales
|  | Finale                 |       |
|  |                        |       |
|  | 22 juin à Rome         |       |
|  |                        |       |
|  | Belgique               | 1     |
|  | Belgique               | 1     |
|  | Allemagne de l'Ouest   | 2     |
|  | Allemagne de l'Ouest   | 2     |
|  |                        |       |
|  |                        |       |
|  |                        |       |
|  | Match pour la 3e place |       |
|  |                        |       |
|  | 21 juin à Naples       |       |
|  |                        |       |
|  | Tchécoslovaquie tab    | 1 (9) |
|  | Tchécoslovaquie tab    | 1 (9) |
|  | Italie                 | 1 (8) |
|  | Italie                 | 1 (8) |

## Les matchs
| Match amical                                                     | Belgique                                                      | 5 - 0   | Luxembourg | Stade du Heysel Laeken, Belgique                        |                                                         |
| 27 février 1980 · 20:00 heure locale · Historique des rencontres | Vandenbergh 12e 21e · Vandereycken 16e · Van Der Elst 66e 89e | (3 – 0) |            | Spectateurs : 1 226 Arbitrage : Henk van Ettekoven (nl) | Spectateurs : 1 226 Arbitrage : Henk van Ettekoven (nl) |
| 27 février 1980 · 20:00 heure locale · Historique des rencontres | Rapport (RBFA) Rapport                                        |         |            | Spectateurs : 1 226 Arbitrage : Henk van Ettekoven (nl) | Spectateurs : 1 226 Arbitrage : Henk van Ettekoven (nl) |

| Match amical                                                  | Belgique                               | 2 - 0                  | Uruguay          | Stade du Heysel Laeken, Belgique             |                                              |
| 18 mars 1980 · 20:00 heure locale · Historique des rencontres | Verheyen 65e (pen.) · Van Der Elst 86e | (0 – 0)                |                  | Spectateurs : 3 974 Arbitrage : Robert Wurtz | Spectateurs : 3 974 Arbitrage : Robert Wurtz |
| 18 mars 1980 · 20:00 heure locale · Historique des rencontres |                                        | Rapport (RBFA) Rapport | Agresta (en) 87e | Spectateurs : 3 974 Arbitrage : Robert Wurtz | Spectateurs : 3 974 Arbitrage : Robert Wurtz |

Note : Première rencontre officielle entre les deux nations.
| Match amical                                                  | Belgique                    | 2 - 1   | Pologne  | Stade du Heysel Laeken, Belgique               |                                                |
| 2 avril 1980 · 20:00 heure locale · Historique des rencontres | Coeck 39e · Vandenbergh 58e | (2 – 0) | Lato 64e | Spectateurs : 6 800 Arbitrage : Heinz Aldinger | Spectateurs : 6 800 Arbitrage : Heinz Aldinger |
| 2 avril 1980 · 20:00 heure locale · Historique des rencontres | Rapport (RBFA) Rapport      |         |          | Spectateurs : 6 800 Arbitrage : Heinz Aldinger | Spectateurs : 6 800 Arbitrage : Heinz Aldinger |

| Match amical                                                 | Belgique                         | 2 - 1   | Roumanie     | Stade du Heysel Laeken, Belgique                   |                                                    |
| 6 juin 1980 · 20:00 heure locale · Historique des rencontres | Ceulemans 48e · Van Der Elst 87e | (0 – 1) | Cămătaru 25e | Spectateurs : 3 875 Arbitrage : Jakob Baumann (hu) | Spectateurs : 3 875 Arbitrage : Jakob Baumann (hu) |
| 6 juin 1980 · 20:00 heure locale · Historique des rencontres | Rapport (RBFA) Rapport           |         |              | Spectateurs : 3 875 Arbitrage : Jakob Baumann (hu) | Spectateurs : 3 875 Arbitrage : Jakob Baumann (hu) |

| Championnat d'Europe 1980 Premier tour - Groupe 2             | Belgique                      | 1 - 1   | Angleterre  | Stade communal Vittorio Pozzo Turin, Italie     |                                                 |
| 12 juin 1980 · 17:45 heure locale · Historique des rencontres | Ceulemans 29e                 | (1 – 1) | Wilkins 26e | Spectateurs : 15 186 Arbitrage : Heinz Aldinger | Spectateurs : 15 186 Arbitrage : Heinz Aldinger |
| 12 juin 1980 · 17:45 heure locale · Historique des rencontres | Rapport (UEFA) Rapport (RBFA) |         |             | Spectateurs : 15 186 Arbitrage : Heinz Aldinger | Spectateurs : 15 186 Arbitrage : Heinz Aldinger |

| Championnat d'Europe 1980 Premier tour - Groupe 2             | Belgique                      | 2 - 1   | Espagne   | Stade Giuseppe Meazza Milan, Italie             |                                                 |
| 15 juin 1980 · 17:45 heure locale · Historique des rencontres | Gerets 17e · Cools 65e        | (1 – 1) | Quini 36e | Spectateurs : 11 430 Arbitrage : Charles Corver | Spectateurs : 11 430 Arbitrage : Charles Corver |
| 15 juin 1980 · 17:45 heure locale · Historique des rencontres | Rapport (UEFA) Rapport (RBFA) |         |           | Spectateurs : 11 430 Arbitrage : Charles Corver | Spectateurs : 11 430 Arbitrage : Charles Corver |

| Championnat d'Europe 1980 Premier tour - Groupe 2             | Italie                        | 0 - 0   | Belgique | Stade olympique Rome, Italie                     |                                                  |
| 18 juin 1980 · 20:30 heure locale · Historique des rencontres |                               | (0 – 0) |          | Spectateurs : 42 318 Arbitrage : António Garrido | Spectateurs : 42 318 Arbitrage : António Garrido |
| 18 juin 1980 · 20:30 heure locale · Historique des rencontres | Rapport (UEFA) Rapport (RBFA) |         |          | Spectateurs : 42 318 Arbitrage : António Garrido | Spectateurs : 42 318 Arbitrage : António Garrido |

| Championnat d'Europe 1980 Finale                              | Belgique                      | 1 - 2   | Allemagne de l'Ouest | Stade olympique Rome, Italie                    |                                                 |
| 22 juin 1980 · 20:30 heure locale · Historique des rencontres | Vandereycken 75e (pen.)       | (0 – 1) | Hrubesch 10e 88e     | Spectateurs : 47 864 Arbitrage : Nicolae Rainea | Spectateurs : 47 864 Arbitrage : Nicolae Rainea |
| 22 juin 1980 · 20:30 heure locale · Historique des rencontres | Rapport (UEFA) Rapport (RBFA) |         |                      | Spectateurs : 47 864 Arbitrage : Nicolae Rainea | Spectateurs : 47 864 Arbitrage : Nicolae Rainea |

| Coupe du monde 1982 Éliminatoires - Groupe 2                     | République d'Irlande   | 1 - 1   | Belgique     | Lansdowne Road Dublin, Irlande                       |                                                      |
| 15 octobre 1980 · 16:15 heure locale · Historique des rencontres | Grealish 42e           | (1 – 1) | Cluytens 13e | Spectateurs : 40 000 Arbitrage : Norbert Rolles (hu) | Spectateurs : 40 000 Arbitrage : Norbert Rolles (hu) |
| 15 octobre 1980 · 16:15 heure locale · Historique des rencontres | Rapport (RBFA) Rapport |         |              | Spectateurs : 40 000 Arbitrage : Norbert Rolles (hu) | Spectateurs : 40 000 Arbitrage : Norbert Rolles (hu) |

| Coupe du monde 1982 Éliminatoires - Groupe 2                      | Belgique               | 1 - 0   | Pays-Bas | Stade du Heysel Laeken, Belgique                 |                                                  |
| 19 novembre 1980 · 20:00 heure locale · Historique des rencontres | Vandenbergh 48e (pen.) | (0 – 0) |          | Spectateurs : 57 665 Arbitrage : Eldar Azim Zade | Spectateurs : 57 665 Arbitrage : Eldar Azim Zade |
| 19 novembre 1980 · 20:00 heure locale · Historique des rencontres | Rapport (RBFA) Rapport |         |          | Spectateurs : 57 665 Arbitrage : Eldar Azim Zade | Spectateurs : 57 665 Arbitrage : Eldar Azim Zade |

| Coupe du monde 1982 Éliminatoires - Groupe 2                      | Chypre                 | 0 - 2   | Belgique                        | Stade Makarios Éngomi, Chypre                 |                                               |
| 21 décembre 1980 · 14:30 heure locale · Historique des rencontres |                        | (0 – 1) | Vandenbergh 29e · Ceulemans 69e | Spectateurs : 6 000 Arbitrage : Bob Valentine | Spectateurs : 6 000 Arbitrage : Bob Valentine |
| 21 décembre 1980 · 14:30 heure locale · Historique des rencontres | Rapport (RBFA) Rapport |         |                                 | Spectateurs : 6 000 Arbitrage : Bob Valentine | Spectateurs : 6 000 Arbitrage : Bob Valentine |

Note : Première rencontre officielle entre les deux nations.

## Les joueurs
| Joueurs               | Joueurs                   | Amical | Amical | Amical | Amical | CE 1980 | CE 1980 | CE 1980 | CE 1980 | QCM 1982 | QCM 1982 | QCM 1982 |
| --------------------- | ------------------------- | ------ | ------ | ------ | ------ | ------- | ------- | ------- | ------- | -------- | -------- | -------- |
| Gardiens de but       |                           |        |        |        |        |         |         |         |         |          |          |          |
| Theo Custers          | Royal Antwerp FC          | 90     | 90     | 90     | 46e    | r       | r       | r       | r       |          |          |          |
| Jean-Marie Pfaff      | SK Beveren                | r      | r      | r      | 46e    | 90      | 90      | 90      | 90      | 90       | 90       | 90       |
| Michel Preud'homme    | Standard de Liège         |        |        |        |        |         |         |         |         | r        | r        | r        |
| Défenseurs            |                           |        |        |        |        |         |         |         |         |          |          |          |
| Eric Gerets           | Standard de Liège         | 90     | 46e    | 90     | 90     | 90      | 90      | 90      | 90      | 90       | 90 36e   | 90       |
| Walter Meeuws         | Standard de Liège         | 90     | 90     | 90     | 90     | 90      | 90      | 90      | 90      | 90       | 90       | 90       |
| Luc Millecamps        | KSV Waregem               | 46e    | 90     | 46e    | 58e    | 90      | 90      | 90      | 90 35e  | 89e      | 90       | 90       |
| Maurice Martens       | RWD Molenbeek             | 46e    | 46e    | 46e    | 58e    | r       | r       | r       | r       |          |          |          |
| Michel Renquin        | Standard de Liège         | 46e    | 46e    | 90     | 89e    | 90      | 90      | 90      | 90      | 90       | 90       |          |
| Gérard Plessers       | Standard de Liège         | 46e    | 46e    | 46e    |        |         |         |         |         |          |          | 72e      |
| Michel De Wolf        | RWD Molenbeek             |        |        |        |        |         |         |         |         | 89e      | r        | r        |
| Milieux               |                           |        |        |        |        |         |         |         |         |          |          |          |
| Julien Cools          | K Beerschot VAV           | 59e    |        |        | 90     | 90      | 90      | 90      | 90      |          |          |          |
| René Vandereycken     | Club Bruges KV            | 90     | 90     | 90     | 90     | 90      | 90      | 90      | 90 35e  | 90       | 90       | 90       |
| Guy Dardenne          | KSC Lokeren               | 90     | 70e    | r      | 90     |         |         |         | r       |          |          |          |
| François Van Der Elst | RSC Anderlechtois         | 90     | 90     | 90     | 90     | 90      | 90      | 90 89e  | 90 89e  |          |          |          |
| Marc Millecamps       | KSV Waregem               | 59e    | r      |        |        |         |         |         |         |          |          |          |
| René Verheyen         | KSC Lokeren               | r      | 90     | r      | 89e    | r       | 81e     | 48e     | r       |          |          |          |
| Ludo Coeck            | RSC Anderlechtois         |        | 90     | 90     |        |         |         |         |         | 90       | 90       | 72e      |
| Wilfried Van Moer     | K Beringen FC             |        |        | 46e    | 90     | 88e     | 80e     | 48e     | 90      | 86e      | 90 74e   | 90       |
| Raymond Mommens       | KSC Lokeren               |        |        |        | r      | 88e     | 80e     | 77e     | 90      | r        | r        | 90       |
| Albert Cluytens       | SK Beveren                |        |        |        |        |         |         |         |         | 90       | 90       | 81e      |
| Jos Heyligen          | K Waterschei SV THOR Genk |        |        |        |        |         |         |         |         | 86e      |          |          |
| Attaquants            |                           |        |        |        |        |         |         |         |         |          |          |          |
| Erwin Vandenbergh     | K Lierse SK               | 90     | 70e    | 90     |        | 90      | 81e     | 77e     |         | 90       | 90       | 90       |
| Jan Ceulemans         | Club Bruges KV            | 90     | 90     | 90     | 90     | 90      | 90      | 90      | 90      | 90       | 90       | 90       |
| Ronny Martens         | RSC Anderlechtois         |        |        |        | r      | r       | r       | r       | r       |          |          |          |
| Eddy Voordeckers      | Standard de Liège         |        |        |        |        |         |         |         |         | r        | r        | 81e      |
| Willy Wellens         | Standard de Liège         |        |        |        |        |         |         |         |         |          | r        | r        |

Un « r » indique un joueur qui était parmi les remplaçants mais qui n'est pas monté au jeu.
1. 1 2 3 4 5  Premier but officiel pour le joueur.
2. 1 2 3 4  Dernière sélection officielle pour le joueur.
3. 1 2  Première sélection officielle pour le joueur.

## Aspects socio-économiques

### Couverture médiatique
| Jour de diffusion                     | Match                           | Compétition          | Diffuseur francophone | Diffuseur néerlandophone |
| ------------------------------------- | ------------------------------- | -------------------- | --------------------- | ------------------------ |
| 27 février 1980                       | Belgique - Luxembourg           | Amical               | non diffusé           | non diffusé              |
| 18 mars 1980                          | Belgique - Uruguay              | Amical               | non diffusé           | non diffusé              |
| 2 avril 1980                          | Belgique - Pologne              | Amical               | non diffusé           | non diffusé              |
| 6 juin 1980                           | Belgique - Roumanie             | Amical               | non diffusé           | non diffusé              |
| 12 juin 1980                          | Belgique - Angleterre           | Championnat d'Europe | RTBF                  | BRT                      |
| 15 juin 1980                          | Belgique - Espagne              | Championnat d'Europe | RTBF                  | BRT                      |
| 18 juin 1980                          | Italie - Belgique               | Championnat d'Europe | RTBF                  | BRT                      |
| 22 juin 1980                          | Belgique - Allemagne de l’Ouest | Championnat d'Europe | RTBF                  | BRT                      |
| 15 octobre 1980                       | République d'Irlande - Belgique | Coupe du monde       | RTBF                  | BRT                      |
| 19 novembre 1980                      | Belgique - Pays-Bas             | Coupe du monde       | non diffusé           | BRT                      |
| 22 décembre 1980 (diffusé en différé) | Chypre - Belgique               | Coupe du monde       | RTBF                  | BRT                      |

Source : Programme TV dans Gazet van Antwerpen.

## Sources

### Archives
1. ↑  (nl) « Concentra online archief », sur krantenarchief.concentra.be, Mediahuis.